# بی‌اس‌آی

تصویربی‌اس‌آی

بی‌اس‌آی (انگلیسی: BSI) شرکت خدمات مالی و بانکداری سوئیسی است، که در سال ۱۸۷۳ تأسیس شد.